# مقاطعة جمعية الدراسات الأمريكية لإسرائيل
مقاطعة جمعية الدراسات الأمريكية لإسرائيل هي مقاطعة مستمرة للمؤسسات التعليمية الإسرائيلية من قبل جمعية الدراسات الأمريكية (ASA). كان قرار ASA بالبدء في مقاطعة إسرائيل في ديسمبر 2013 مثيرًا للجدل لأنها كانت أول منظمة علمية أمريكية كبرى تفعل ذلك وتعرضت لانتقادات شديدة. في أبريل 2016، رفع أربعة من أعضاء ASA بمساعدة مركز برانديز الموالي لإسرائيل دعوى قضائية ضد ASA، لكن الدعوى رُفضت في عام 2019 عندما حكم القاضي بأن المدعين يفتقرون إلى الصفة.

## قرار مقاطعة إسرائيل
في ديسمبر 2013، صوت أعضاء ASA للانضمام إلى مقاطعة جميع المؤسسات التعليمية الإسرائيلية. جاءت المقاطعة ردا على حركة المقاطعة التي يقودها الفلسطينيون والتي دعت منذ عام 2005 إلى مقاطعة شاملة لإسرائيل بسبب مزاعم انتهاكات حقوق الإنسان ضد الفلسطينيين. وجاء التصويت في أعقاب تصويت مماثل أجرته في أبريل 2013 جمعية الدراسات الأمريكية الآسيوية (AAAS) لمقاطعة المؤسسات التعليمية الإسرائيلية.
في بيان حول المقاطعة، شجع المجلس الوطني التابع لـASA الأعضاء على التصويت لصالح المقاطعة بسبب «انتهاك إسرائيل للقانون الدولي وقرارات الأمم المتحدة؛ وتأثير الاحتلال الإسرائيلي الموثق على العلماء والطلاب الفلسطينيين؛ [و] مدى مؤسسات التعليم العالي الإسرائيلية هي طرف في سياسات الدولة التي تنتهك حقوق الإنسان». ومع ذلك، فقد اعترض بعض أعضاء هيئة التدريس على أنه من غير المناسب لكبار الإداريين وضع كليتهم أو جامعتهم علنًا في قضية يعتقد أعضاء هيئة التدريس أنها تتعلق بالحرية الأكاديمية.
بعد فترة تصويت عبر الإنترنت استمرت عشرة أيام، تم تمرير القرار بنسبة 66.05 في المائة من الأعضاء المصوتين يؤيدون المقاطعة، و 30.5 في المائة ضدها، وامتنع 3.43 في المائة عن التصويت.
ومنذ ذلك الحين، انضمت إلى المقاطعة جمعية دراسات الأمريكيين الأصليين والسكان الأصليين، وجمعية الأدب الأفريقي، وجمعية الدراسات العرقية النقدية، والرابطة الوطنية لدراسات المرأة. المنظمات التي صوتت ضد قرارات مماثلة تشمل الجمعية الأمريكية للأنثروبولوجيا وجمعية اللغة الحديثة.

## نقد
ورد المسؤولون الإسرائيليون ورابطة مكافحة التشهير بالقول إنه لا ينبغي خلط النقاشات السياسية والأكاديمية واتهموا ASA بالتمييز ضد إسرائيل و «معاداة السامية الأورويلية» وهي تهمة نفى ها مؤيدو المقاطعة مثل جورج بشارات، ديفيد لويد وكولين ديان. صرح السفير الإسرائيلي في الولايات المتحدة، رون ديرمر، أنه «بدلاً من الدفاع عن الحرية الأكاديمية وحقوق الإنسان من خلال مقاطعة البلدان التي يُسجن فيها الأساتذة بسبب آرائهم، اختارت الجمعية الأمريكية للرياضة كأول مقاطعة لها على الإطلاق لمقاطعة إسرائيل، الديمقراطية الوحيدة في الشرق الأوسط، حيث الأكاديميون أحرار في قول ما يريدون، وكتابة ما يريدون والبحث عما يريدون». جادل الأستاذ في جامعة كاليفورنيا في لوس أنجلوس، روبن دي جي كيلي، بأن مثل هذه التصريحات «أساءت بشكل صارخ إلى وصف» قرار ASA «باعتباره اعتداء على الحرية الأكاديمية. على العكس من ذلك، فهو أحد أهم الأعمال الإيجابية التي اقترحتها أي منظمة علمية للدفاع عن الحرية الأكاديمية منذ حركة مناهضة الفصل العنصري. لا يتمتع الطلاب وأعضاء هيئة التدريس الفلسطينيين الذين يعيشون تحت الاحتلال بالحرية الأكاديمية، ناهيك عن النطاق الكامل لحقوق الإنسان الأساسية».
رفض كبار المسؤولين في أكثر من 200 جامعة المقاطعة الأكاديمية لإسرائيل وانسحبت أربع جامعات من المنظمة: جامعة برانديز، وجامعة إنديانا، وكلية كينيون، وبن ستيت هاريسبرج. من بين رؤساء الجامعات والكليات البارزين الذين أدانوا المقاطعة علنًا رئيس جامعة كولومبيا لي سي بولينجر، ورئيس جامعة برينستون كريستوفر إل إيسجروبر، ورئيس جامعة نيويورك جون سيكستون، ورئيس كلية أمهيرست كارولين مارتن، ورئيس جامعة روتشستر جويل سيليجمان، رافائيل ريف، رئيس معهد ماساتشوستس للتكنولوجيا، مايكل إس روث، رئيس جامعة ويسليان، بوتستين، رئيس كلية بارد، باربرا سنايدر، رئيس جامعة كيس ويسترن ريزيرف، رئيس جامعة بوسطن روبرت أ. براون، رئيس كلية أوبرلين مارفن كريسلوف، ورئيس جامعة هارفارد درو جيلبين فاوست.
لقد شجب اتحاد الجامعات الأمريكية، والجمعية الأمريكية لأساتذة الجامعات، والمجلس الأمريكي للتعليم، المقاطعة علانية باعتبارها انتهاكًا للحرية الأكاديمية ليس فقط للباحثين الإسرائيليين ولكن أيضًا للباحثين الأمريكيين. تحتفظ مبادرة أمشا بقائمة محدثة للجامعات التي أنهت عضويتها في ASA، وقائمة بالجامعات التي ترفض المقاطعة.
أعرب بعض السياسيين عن انتقاداتهم من خلال الرسائل المفتوحة والتشريعات. بعث عضو الكونغرس الديمقراطي إليوت إنجل برسالة إلى رئيس ASA انتقد فيها «المعايير المزدوجة غير العادلة التي تتعرض لها إسرائيل بشكل منتظم وغير عادل من قبل منظمات مثل منظمتكم». في يناير 2014، وقع 134 عضوًا في الكونجرس (69 ديمقراطيًا و 65 جمهوريًا) رسالة إلى رئيس ASA كورتيس ماريز والرئيسة المنتخبة ليزا دوجان، والتي اتهمت ASA بالانخراط في «معايير مزدوجة غير شريفة أخلاقياً». جاء في الرسالة أن: «إسرائيل، مثل كل الديمقراطيات، ليست كاملة. لكن تحديد إسرائيل، مع ترك العلاقات مع الجامعات في البلدان الاستبدادية والقمعية على حالها، يشير إلى تعصب وتحيز مستتر.»
ووصف المشرعون في نيويورك مقاطعة ASA بأنها «تمييز مستهدف ضد إسرائيل يخون قيم الحرية الأكاديمية التي نعتز بها». في كانون الثاني (يناير) 2014، طرحوا قانونًا مناهضًا للمقاطعة من شأنه أن يمنع الجامعات والكليات من تمويل المنظمات التي «اتخذت إجراءً رسميًا لمقاطعة بعض البلدان أو مؤسسات التعليم العالي فيها». لكن القانون المقترح واجه انتقادات حادة بشأن تداعياته على حرية التعبير وتم إهماله.
انتقد الأكاديميون والمعلقون بشكل حاد المقاطعة من خلال الافتتاحيات والمقالات الافتتاحية. وصف الأستاذ في جامعة جورج ميسون ديفيد بيرنشتاين ASA بأنه انتقل من «الهامش المجنون العادي» إلى «الهامش الجنوني العنصري»، وشكك ستانلي إن كاتز من جامعة برينستون في التأثير العملي للقرار، مشيرًا إلى أن ASA «تفتقر إلى أي علاقات رسمية مع المؤسسات الإسرائيلية في المقام الأول». جادل الصحفي الكندي ريكس مورفي بأن ASA «تسعى إلى بتر كل الروابط مع آلاف العلماء الآخرين. ليس بسبب محتوى أفكار هؤلاء العلماء أو أبحاثهم أو ذكائهم أو مجال دراستهم. لكن لأنهم إسرائيليون. أو التدريس والبحث في إسرائيل».
في خطاب ألقاه في يناير 2015 أمام مركز القانون والحرية بكلية كولومبيا للقانون، قال رئيس جامعة هارفارد السابق، لورانس سمرز، إنه ردًا على مقاطعة ASA، «يجب على الجامعات توضيح أنه لا يمكن الاحتجاج بأسمائها باعتبارها الراعي المزعوم للمؤتمرات أو حوارات يكون الدافع الأساسي فيها هو شيطنة إسرائيل. . . . وغني عن القول إنه لا ينبغي السماح لأنفسهم بأن يتم استخدامهم كوسيلة ضغط اقتصادية ضد إسرائيل».
وقع ثمانية من رؤساء ASA السابقين على رسالة وصفت المقاطعة بأنها «مناقضة لمهمة التحقيق الحر والمفتوح التي تقف من أجلها منظمة علمية». وانتقدت الرسالة أيضًا حقيقة أن «أعضاء ASA قد تم تزويدهم فقط بالقرار ورابط إلى موقع ويب يدعمه. على الرغم من الطلبات الصريحة، رفض المجلس الوطني تعميم أو نشر وجهات نظر بديلة على موقع ASA الإلكتروني».

## رد من ASA
رد كورتيس ماريز، رئيس جمعية الدراسات الأمريكية وأستاذ مشارك ورئيس قسم الدراسات العرقية في جامعة كاليفورنيا في سان دييغو، على منتقدي المقاطعة بالقول إن ASA «تستهدف الجامعات الإسرائيلية لأنها تعمل بالتعاون الوثيق مع الحكومة والجيش في تطوير أسلحة وتقنيات أخرى تُستخدم لفرض الاحتلال والاستعمار للأراضي الفلسطينية، بينما تقوم مراكز الأبحاث المرتبطة بالجامعة بتطوير استراتيجيات سياسية واتصالات لتعزيز أهداف الحكومة والدفاع عنها دوليًا». كما تنبأ بأنه «في يوم من الأيام، بعد أن انقلب المد، سيتم النظر إلى المقاطعات ضد إسرائيل ونظام الفصل العنصري الذي أقامته بنفس الطريقة» كما يُنظر الآن إلى المقاطعة الأكاديمية لجنوب إفريقيا خلال سنوات الفصل العنصري، وأن هذه المقارنة مناسبة بشكل خاص بعد وفاة نيلسون مانديلا مباشرة.
وفي حديث لصحيفة نيويورك تايمز، قالت ماريز إن أمريكا لديها "مسؤولية خاصة للرد على دعوة المقاطعة لأنها أكبر مورد للمساعدات العسكرية لدولة إسرائيل". اعترفت ماريز بأن الولايات المتحدة كانت في السابق، وهي حاليًا، أكبر مورد للمساعدات العسكرية للعديد من الحكومات، بما في ذلك بعض الحكومات ذات السجلات الضعيفة في مجال حقوق الإنسان، لكنها أوضحت أن إسرائيل هي الدولة الوحيدة التي طلبت فيها "مجموعات المجتمع المدني" على وجه التحديد ASA لشن مقاطعة. ردًا على اتهامات بأن ASA كانت تخص إسرائيل بينما تتجاهل العديد من الدول الأخرى التي لديها سجلات مماثلة أو أسوأ في مجال حقوق الإنسان لإسرائيل (بما في ذلك العديد من جيران إسرائيل)، أجابت ماريز: "على المرء أن يبدأ من مكان ما".
كتب ماريز عن التزام المنظمة الطويل الأمد بالعدالة الاجتماعية، وإيمان ASA بالاستراتيجيات اللاعنفية كأداة لإحداث التغيير. كتب ماريز أن "المقاطعة الأكاديمية لإسرائيل تستند إلى نفس مبادئ مناهضة التمييز مثل استراتيجيات سحب الاستثمارات والمقاطعة التاريخية الأخرى المستخدمة للاحتجاج على ممارسات الدولة القمعية، بما في ذلك تلك المستخدمة ضد نظام الفصل العنصري في جنوب إفريقيا والفصل العنصري في الولايات المتحدة.يمضي ماريز في الإشارة إلى أن المحكمة العليا للولايات المتحدة تحمل هذه الأنواع من المقاطعات، تلك التي "تهدف إلى إحداث تغيير سياسي واجتماعي واقتصادي"، لتكون أنشطة خطاب محمية بموجب الدستور.
بالإضافة إلى ذلك، ربط بعض أعضاء ASA دعمهم للمقاطعة بدراساتهم الخاصة. كتبت أنجيلا ديفيس، الأستاذة الفخرية بجامعة كاليفورنيا، سانتا كروز، أن «أوجه التشابه بين ممارسات جيم كرو التاريخية وأنظمة الفصل العنصري المعاصرة في فلسطين المحتلة تجعل هذا القرار ضرورة أخلاقية لـ ASA.» كتب البروفيسور إريك تشيفيتز من جامعة كورنيل، وهو يهودي ولديه ابنة وثلاثة أحفاد من مواطني إسرائيل، أنه «تمامًا كما تسعى أسطورة الاستثنائية الأمريكية إلى محو الإبادة الجماعية والاستعمار الاستيطاني المستمر للشعوب الأصلية هنا في الولايات المتحدة، تسعى أسطورة الاستثناء الإسرائيلي إلى محو الاستعمار الإسرائيلي في فلسطين والمطالبة بالحقوق الأصلية في الأراضي الفلسطينية».

## دعوى قضائية
في أبريل 2016، رفع أربعة أساتذة دراسات أمريكية، وهم سيمون جيه برونر ومايكل آرون روكلاند ومايكل بارتون وتشارلز، دعوى قضائية ضد ASA. وقد ساعدهم كينيث ل. ماركوس من مركز برانديز الموالي لإسرائيل، ويوجين كونتوروفيتش، الخبير القانوني والمعارض الصريح لـ BDS، وجيروم ماركوس من مركز الأبحاث الإسرائيلي منتدى سياسة Kohelet. المدعى عليهم المذكورين هم ليزا دوغان وكورتيس ماريز وأفيري جوردون ونيرفرتي تاديار وسنينا مايرا وتشاندان ريدي. تمت إضافة متهمين جدد في 2018 من بينهم، ستيفن ساليتا، الذي لم يكن عضوًا في مجلس الإدارة عندما تم اتخاذ قرار المقاطعة، لكنه قام بحملة للمقاطعة.
زعم المدعون أن المقاطعة تنتهك قانون واشنطن العاصمة، الذي يحكم الشركات غير الربحية وأن تبني المقاطعة ينتهك القواعد والإجراءات الداخلية لـ ASA. زعمت الدعوى القضائية أن المقاطعة تقع خارج نطاق ميثاق شركة ASA والمهمة المعلنة، وهو نوع من الحجة القانونية المعروفة باسم متطرفين. وقال كونتورفيتش: «لكي نكون واضحين، لا يتعلق الأمر بإسكات أو وقف الانتقادات الموجهة لإسرائيل، أو تثبيطها بأي شكل من الأشكال. يتعلق الأمر بالشركات غير الهادفة للربح التي تلتزم بقواعدها الخاصة.» ووصفت الدعوى المتهمين بـ «المتمردين» الذين سعوا من خلال «الجهود المتضافرة» إلى تحويل ASA «إلى منظمة للدعوة السياسية». 
تم رفض الدعوى في عام 2019 عندما حكم القاضي بأن المدعين يفتقرون إلى الصفة لأنهم لم يتمكنوا من إثبات أن إصاباتهم تجاوزت 75000 دولار والتي كانت مطلوبة للتقاضي الفيدرالي. وقد بشرت وسائل الإعلام الموالية للفلسطينيين بالانتصار، لكن محامي المدعين تعهدوا بمواصلة النضال. ومع ذلك، في يونيو 2020، أيدت محكمة الاستئناف الأمريكية لدائرة العاصمة بالإجماع حكم محكمة المقاطعة الذي وضع حدًا نهائيًا للقضية. كما أشار القضاة إلى أن المدعين لم يحاولوا شرح كيف ألحقت مقاطعة ASA الضرر بهم: «لم يشرح الأساتذة في أي مكان كيف عانوا من ضرر اقتصادي أو سمعتهم. يؤكدون عدم فقدان المكانة داخل جامعاتهم. لا يزعمون أنهم حرموا من المنصب أو الترقيات أو غيرها من التكريمات المرموقة. كما أنهم لا يزعمون أن المجلات الأكاديمية رفضت كتاباتهم».
قضيتان متصلتان رفعهما ديفيد أبرامز من مركز الدفاع الصهيوني في ولاية نيويورك سبق رفضهما «لإظهارهما عدم إصابة أو رفع دعوى». في كلتا الحالتين، زعم أبرامز إصابته بسبب رفض ASA السماح للمنظمات الإسرائيلية بالانضمام إلى عضويتها. ولكن في الحالة الأولى، لم يحاول المنتدى القانوني الدولي لأبرامز الانضمام إلى ASA، وفي الحالة الثانية، أصبحت منظمته، أثينيوم بلو آند وايت، التي تأسست في نفس اليوم الذي رفع فيه الدعوى، عضوًا بنجاح.

## روابط خارجية
- ماذا تعني المقاطعة؟
- برونر في. دوجان
- Athaneum Blue & White v. جمعية الدراسات الأمريكية